# Zwiartówek
Zwiartówek – wieś w Polsce położona w województwie lubelskim, w powiecie tomaszowskim, w gminie Rachanie.
| SIMC    | Nazwa    | Rodzaj    |
| ------- | -------- | --------- |
| 0897020 | Ostrówek | część wsi |
| 0897036 | Zamłynie | część wsi |

W latach 1975–1998 miejscowość administracyjnie należała do województwa zamojskiego.
Wieś jest sołectwem w gminie Rachanie. Według Narodowego Spisu Powszechnego z roku 2011 wieś liczyła 177 mieszkańców.
Wierni Kościoła rzymskokatolickiego należą do parafii Nawiedzenia Najświętszej Maryi Panny w Wożuczynie.